# Herfsttijloosfamilie
De Herfsttijloosfamilie (Colchicaceae) is een familie van eenzaadlobbige bloeiende planten. Het zijn kruidachtige planten met wortelstokken of knollen. Ze komen voor in gematigde streken van Eurazië en zuidelijk Afrika.
In het Cronquist-systeem (1981) waren deze planten ondergebracht bij de leliefamilie; in het APG II-systeem (2003) vormen ze een zelfstandige familie.
De familie bestaat uit ruim tweehonderd soorten in anderhalf tot twee dozijn geslachten. Van nature komt in Nederland alleen Herfsttijloos (Colchicum autumnale) voor. Op Wikipedia wordt ook de klimlelie (Gloriosa superba) behandeld.
Een lijst van geslachten: Androcymbium, Baeometra, Bulbocodium, Burchardia, Camptorrhiza, Disporum, Gloriosa, Hexacyrtis, Iphigenia, Kuntheria, Littonia, Merendera, Neodregea, Onixotis, Ornithoglossum, Petermannia, Sandersonia, Schelhammeria, Triplandenia, Uvularia, Wurmbea.

## VARIA
- Medisch; Colchicine is werkzaam tegen jichtaanvallen, maar vanwege de bijwerkingen (misselijkheid) in onbruik geraakt.